# 경기도청사 구관
경기도청사 구관은 대한민국 경기도 수원시 팔달구에 있는 건축물이다. 2017년 8월 8일 대한민국의 국가등록문화재 제688호로 지정되었다.

## 개요
조선조부터 일제강점기를 거쳐 1960년대까지 경기도의 업무를 담당하는 청사가 서울에 소재하고 있었다. 수도에 인접해 있는 경기도의 행정관청을 중앙정부의 지근거리에 두고 감독, 관리하려 하였던 관행이 광복 후에도 당분간 이어져 왔던 것이다.
1963년에 경기도청을 수원으로 이전하기로 결정하고 청사설계, 시공을 거쳐 1967년 6월에 준공하였다. 전국적으로 비슷한 시기에 관공서 청사건축 붐이 일었는데 이 건물이 전형(典型)이 되기도 하였다.
설계자는 김희춘과 나상진의 공동으로 기록되어 있다. 팔달산 기슭에 수원화성의 각 시설물 들을 존중하며 수평성을 강조하며 안정적으로 배치되어 있다.

## 건축 양식 및 주요 특징
1960년대 한국 건축계에 큰 흐름을 타고 있던 모더니즘 디자인의 정수를 보여 주고 있다. 아울러 옥상의 외벽 및 파라핏의 비스듬한 처리는 부루탈리즘을 구사한 것으로 볼 수 있다.
ㅁ자 모양의 건물배치에 따라 마련된 중정은 휴식공간인 동시에 건물내 복도와 유리창을 사이에 두고 상호관련을 맺는 중요한 요소이다. 계단실의 외벽에는 통기성이 좋은 창을 설치하여 닫혀 있는 중정과 공기가 순환할 수 있는 장치 역할을 하고 있다.
2층부터 상부에는 각 사무실로부터 외부로 나올 수 있는 폭 좁은 베란다 겸 외부 복도가 설치되어 있으며 이러한 건축요소들은 이 건물이 수평적으로 안정된 분위기를 나아 내는 데에 중요하게 작용하고 있다.
노출 콘크리트와 테라코타로 외벽을 장식한 디테일은 당시의 건축가들이 즐겨 사용하던 모더니티의 표현방법 중에 하나라고 볼 수 있다

## 참고 자료
- 경기도청사 구관 - 국가유산청 국가유산포털